# Reschensee
Der Reschensee (italienisch Lago di Resia) ist ein Stausee in der Gemeinde Graun im westlichen Südtirol, der dem Speicherkraftwerk Glurns als Oberbecken dient. Der See befindet sich knapp südlich des Reschenpasses im Vinschger Oberland, dem höchstgelegenen Abschnitt des Etschtals.

## Beschreibung
Im Reschensee wird das Wasser der Etsch, des Rojenbachs, des Karlinbachs und einiger kleinerer Zuflüsse gestaut. Der künstliche See hat mit sechs Kilometern Länge und an der breitesten Stelle etwa einem Kilometer Breite ein Stauvolumen von 120 Mio. m³, das fast vollständig als Speichervolumen genutzt wird und damit einen sogenannten Jahresspeicher bildet. Das Wasser aus dem Speichersee wird über einen zwölf Kilometer langen Druckstollen von drei Metern Durchmesser auf der linken Talseite bis oberhalb des Kavernenkraftwerks bei Schluderns geleitet, wo es mit einer Fallhöhe von 586 Metern über je zwei Peltonturbinen zwei 52,5-MVA-Generatoren antreibt. Die mittlere Jahreserzeugung elektrischer Energie beträgt ca. 250 Gigawattstunden.
In der unmittelbaren Umgebung des Sees liegen neben dem Hauptort der Gemeinde, Graun, die Dörfer Reschen und St. Valentin auf der Haide sowie die Weiler Kaschon und Spin.
Am Reschenpass gab es bis zur Seestauung 1950 drei Seen: den Reschensee, den Mittersee (auch Grauner See genannt) und den heute noch selbstständigen Haidersee. Bei der Seestauung, die den alten Reschensee und den Mittersee vereinte, versanken das gesamte Dorf Graun und ein Großteil des Dorfes Reschen – insgesamt 163 Häuser – in den Fluten des Stausees, und 523 Hektar an fruchtbarem Kulturboden wurden überflutet. Heute zeugt nur noch der aus dem Reschensee ragende Kirchturm vom überfluteten Alt-Graun.

## Geschichte

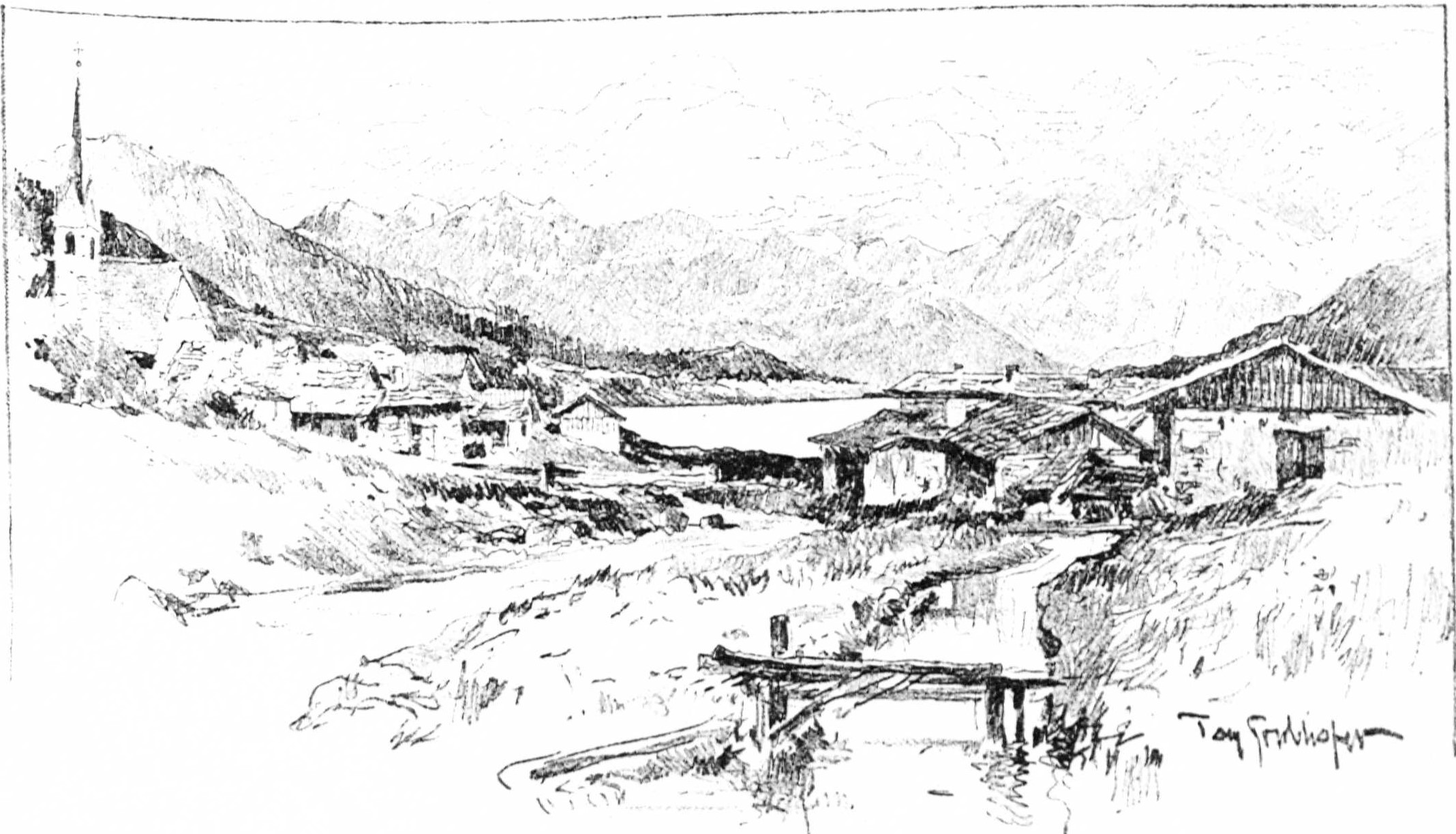
Tony Grubhofer: Reschen (1899)

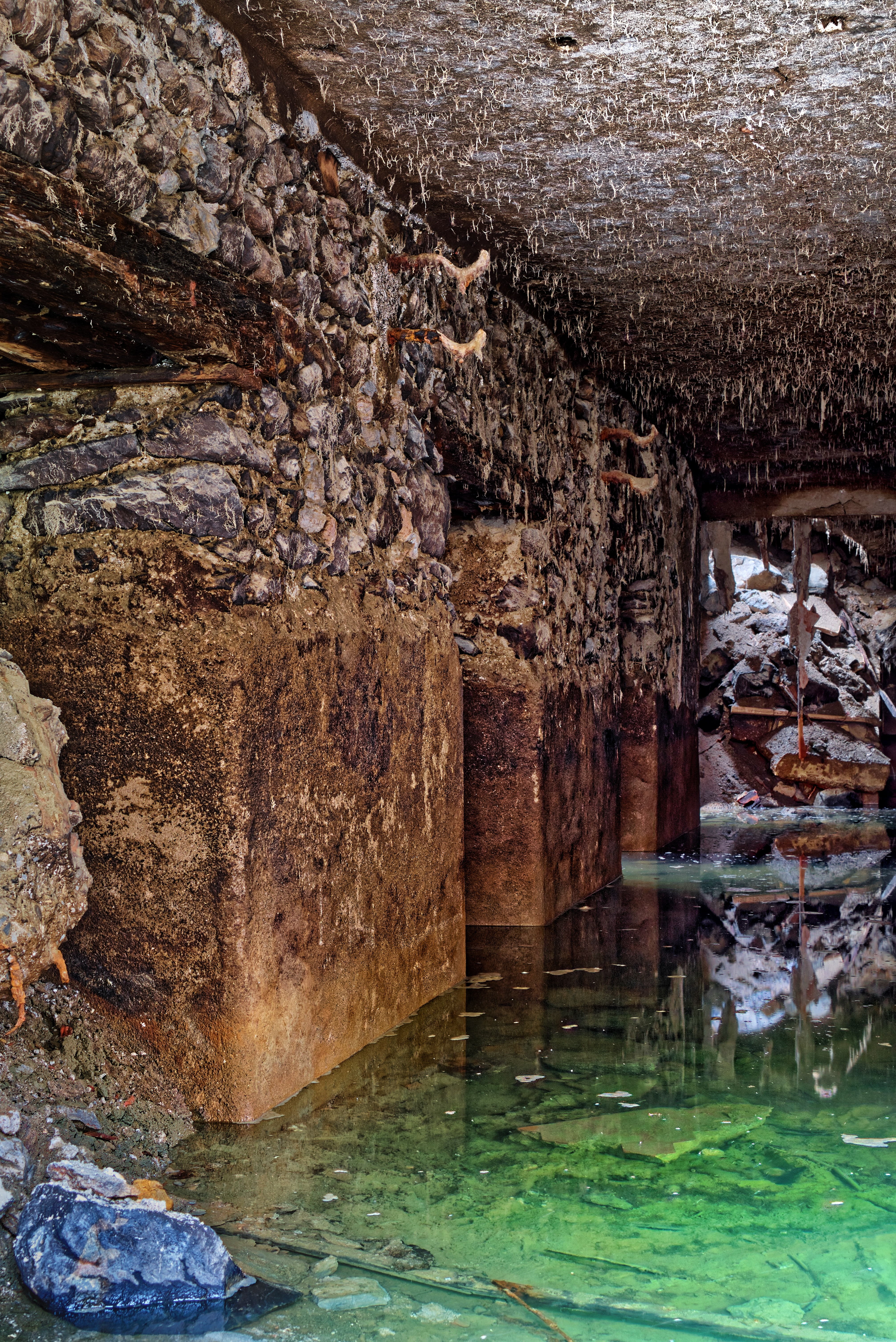
Die noch immer bestehenden Keller des alten Dorfes Graun bei niedrigem Wasserstand 2021

Ursprünglich gab es drei Seen (siehe oben), die 1373 als drei Seen auf der Malserhaide erstmals genannt sind. Der Reschensee als solcher ist erstmals 1770 als Rescher See verschriftlicht. Der Name geht laut Finsterwalder auf einen großen Einzelhof im Dorf Reschen zurück, der 1393 als der Resche erstgenannt ist und nach einem deutschen Übernamen für einen seiner frühen Inhaber benannt ist (resch = lebhaft, munter, hurtig).
Ab 1911 gab es erste Studien zur Nutzung der Wasserkraft im oberen Vinschgau. Unmittelbar nach der Annexion Südtirols durch Italien 1920 wurden diese Pläne auf italienischer Seite wieder aufgegriffen. Reschen- und Mittersee sollten um jeweils fünf Meter Höhe zusätzlich aufgestaut werden. Mehrfach wurden Projektanträge geprüft und verworfen, zu konkreten Maßnahmen kam es zunächst nicht. Ab 1937 forcierte die faschistische Regierung das Vorhaben erneut und forderte die Wirtschaft nochmals zu Projekteingaben auf. Schließlich wurde 1939 der Projektvorschlag einer Tochtergesellschaft des Montecatini-Konzerns (Societá Elettrica Alto Adige, SEAA) nach Änderungen genehmigt, jedoch noch keine Konzession erteilt. Es kam zu ersten Enteignungen im „nationalen Interesse zur Stärkung der nationalen Industrie“, die Bauarbeiten an Stollen/Rohrleitungen und Kraftwerk begannen. In der Öffentlichkeit blieben die Änderungen gegenüber der ursprünglichen Planung der SEAA (Stauziel 1485 m) zunächst unbekannt, ein pro forma in italienischer Sprache vorgenommener unauffälliger Aushang am Gemeindehaus blieb wie beabsichtigt unbeachtet: Mit einem großen Staudamm sollten beide Seen auf 1497 m gestaut werden. Gegenüber dem Reschensee bedeutete dies eine Erhöhung des Wasserspiegels um 22, gegenüber dem Mittersee um 27 Meter. Damit hätten die Orte Graun vollständig und Reschen zum Teil aufgegeben werden müssen. Außerdem war eine zweite Stufe mit dem Kraftwerk Kastelbell Teil des Projekts. Im Februar 1943 wurde schließlich die ab Mai geltende Konzession erteilt. Mit dem Einmarsch der Wehrmacht und der Errichtung der Operationszone Alpenvorland in Südtirol im September 1943 kamen die Arbeiten zum Stillstand.
Nach Kriegsende stockte der Weiterbau zunächst wegen finanzieller Schwierigkeiten. Die Schweizer Elektrizitätsgesellschaften brauchten jedoch dringend „Winterstrom“, nachdem das Projekt des Speicherkraftwerkes Rheinwald bei Splügen 1946 gescheitert war. Sie boten der Montecatini eine Finanzierung von 30 Mio. SFR gegen Lieferung von 120 Gigawattstunden elektrischer Energie pro Niedrigwasserperiode (Winter, Frühjahr), beginnend ab November 1949 für zehn Jahre. Im März 1947 wurden die Einwohner von Vertretern der Montecatini über Größe des Stausees und den nun sehr kurzen Zeitplan informiert. Unmittelbar danach begann der Bau des Dammes. Es kamen für beide Kraftwerksprojekte 7000 überwiegend in Süditalien angeworbene Arbeiter zum Einsatz.
Die Enteignungen hatten bereits 1940/41 unter der faschistischen Regierung stattgefunden, und die extrem niedrigen Entschädigungen waren bei der Depositenkasse in Bozen hinterlegt worden. Der nun einsetzende Protest der Bevölkerung vermochte das Projekt nicht mehr aufzuhalten, jedoch wurden auf Intervention des damaligen Landwirtschafts- und späteren Premierministers und Staatspräsidenten Antonio Segni die Entschädigungen durch eine paritätische Kommission 1948/49 neu festgesetzt. Ein Recht auf Realersatz gab es ohnehin nicht. Noch bevor die Kommission mit Verspätung im Oktober 1949 zum Abschluss kam, wurde ab 1. August eine Probestauung auf 1485 m durchgeführt, auch um den Vertrag mit der Schweizer Energiewirtschaft ab November desselben Jahres erfüllen zu können. Die Bevölkerung empfand die Überflutung als Provokation; die Polizei musste zum Schutz der Montecatini-Mitarbeiter vor Ort eingreifen. Da nun klar war, dass ab Spätsommer 1950 der erste Vollstau stattfinden würde, und die Entschädigungen feststanden, mussten sich die ca. 100 betroffenen Familien aus Graun und Reschen entscheiden, ob sie vor Ort bleiben und an höherer Stelle neue Häuser bauen oder woandershin umsiedeln wollten. Letztlich gab die verringerte landwirtschaftliche Nutzfläche, die die Lebensgrundlage für die bis dahin überwiegend betriebene Braunviehzucht darstellte, den Ausschlag dafür, dass nur ca. 35 dieser Familien dablieben. Im Sommer 1950 wurden außer dem denkmalgeschützten Kirchturm von Graun aus dem 14. Jh. alle Gebäude in Graun und den Weilern von Arlund, Piz, Gorf und Stockerhöfe (St. Valentin) abgetragen und überflutet, genauso wie im betroffenen Teil von Reschen. Der Reschensee und der Grauner See wurden vereint, und es entstand ein Stausee mit 677 ha Fläche.
In den Jahren nach 1973 beschloss die Südtiroler Landesregierung umfangreiche Sanierungsmaßnahmen. Zirka 35 ha Kulturfläche sind mit Material aus dem Stausee zurückgewonnen worden.
Die Folgen der Aufstauung:
- 70 % der Bevölkerung sind aus- oder abgewandert
- 163 Wohnhäuser bzw. landwirtschaftliche Gebäude wurden gesprengt[1]
- 514 ha Kulturfläche wurden vernichtet
- 70 % weniger Nutztiere[2] werden gehalten

## Sport
Um den Reschensee führt ein Rad- & Fußweg mit Hartbelag, der 15,3 km lang ist. Der Reschensee selbst ist ein Angelrevier, dort leben Renken (Felchen), Seeforellen, Barsche, Regenbogenforellen und Hechte.
Direkt an der Westseite des Sees befindet sich die Talstation der Sechser-Gondel zum Skigebiet Schöneben. Dort ist im Winter der Anschluss an mehrere Liftanlagen möglich.
Die relativ hohen Windstärken ermöglichen am Reschensee von Wind abhängige Sportarten. In den Sommermonaten wird der See von Kite-Surfern aufgesucht. Seit 2011 gibt es den Segel-Verein Reschensee (SVR) in Reschen. Der SVR ist Mitglied beim FIV, Federazione Italiana Vela, und führt regelmäßig Segelregatten für Soling, Jollen und Cat durch. Im Winter ist der Reschensee ein Treffpunkt für Eissegler, Snowkiter und Eissurfer.
Seit 2008 finden auf dem gefrorenen Reschensee die Internationalen Deutschen Snowkitemeisterschaften statt. Weil der See im Gegensatz zu vielen deutschen Snowkite-Gebieten eine hohe Schnee- und Windsicherheit bietet, haben sich die Veranstalter für ihn als regelmäßigen Austragungsort für die Meisterschaften entschieden. Zudem ist er durch seine Lage im Dreiländereck Italien – Österreich – Schweiz auch für aktive Fahrer aus anderen Alpenländern gut erreichbar. Da es sich um eine offene Meisterschaft handelt, nehmen neben deutschen Sportlern unter anderem Aktive aus Österreich, der Schweiz, Italien, Skandinavien und Osteuropa teil.

## Turm der alten Pfarrkirche St. Katharina

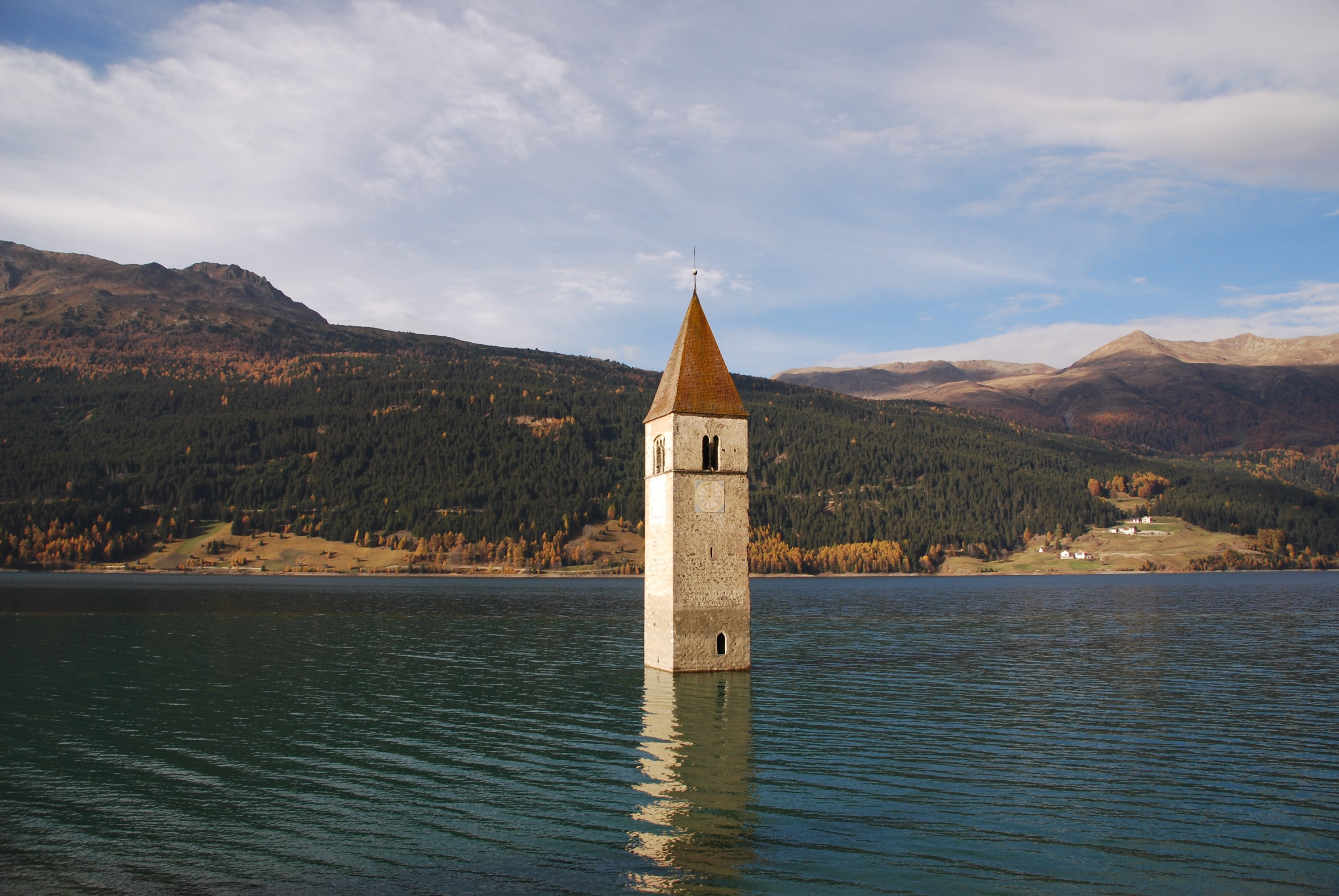
Der Alt-Grauner Kirchturm im Reschensee

Den prägnantesten Blickpunkt am Reschensee und das Wahrzeichen des Gebiets stellt der im See stehende Kirchturm des untergegangenen Dorfes Graun dar (Karte). Er ragt auch bei hohem Wasserstand aus dem Wasser des Sees, bei niedrigem Wasserstand symbolisiert ein eingefasstes Wasserbecken um den Turm sein Schicksal. Es ist der aus Gründen des Denkmalschutzes nicht gesprengte Glockenturm der ehemaligen Pfarrkirche St. Katharina, der bereits im Jahr 1357 eingeweiht worden war. Nachdem er seit rund 60 Jahren im Wasser gestanden hatte, wurde das Mauerwerk 2009 mit Mitteln des Landes Südtirol saniert. Dabei wurden auch das Dach erneuert und die Zifferblätter der ehemaligen Turmuhr restauriert. Das Uhrwerk befand sich jahrzehntelang im K.u.k. Museum Bad Egart und wurde 2023 dem Grauner Bürgermeister zurückgegeben.

## Rezeption
Die Schlager-Gruppe Kastelruther Spatzen schrieb 1994 ein Lied über die Geschichte des Sees – „Atlantis der Berge“. Das CD-Cover zeigt den aus dem Wasser ragenden Kirchturm.
Der italienische Schriftsteller Marco Balzano schildert die Geschichte des Ortes Graun und seiner Flutung im Reschensee aus der Sicht einer etwa um 1900 geborenen Lehrerin im Roman Ich bleibe hier (im Original Resto qui, 2018).
In der 2020 veröffentlichten italienischen Netflix-Serie Curon rankt sich ein übernatürlicher Fluch um den Glockenturm und den Reschensee.
Eine Fotografie des im Reschensee stehenden Kirchturms ziert das Cover des Debüts „Belfry“ der italienischen Doom-Metalband Messa.